# أولاد علي أولاد عبد السميع (أفسو)
أولاد علي أولاد عبد السميع هي إحدى مشيخات المملكة المغربية، تتبع جغرافيا لإقليم الناظور وإداريًا لأفسو. يقدر عدد سكانها بـ 2533 نسمة حسب الإحصاء الرسمي للسكان والسكنى لسنة 2004.